# Кальдас, Франсиско Хосе де
Франсиско Хосе де Кальдас (исп. Francisco José de Caldas), он же Франсиско Хосе де Кальдас-Тенорио-и-Гамба-Арболеда (исп. Francisco José de Caldas Tenorio y Gamba Arboleda; 4 октября 1768, Попаян, Вице-королевство Новая Гренада — 28 октября 1816, Сантафе-де-Богота, Вице-королевство Новая Гранада) — колумбийский учёный-естествоиспытатель, географ, ботаник, астроном, издатель, военный инженер, масон и герой борьбы за независимость Колумбии. Из-за широкой научной эрудиции современники прозвали его Эль-Сабио (исп. El-Sabio) — «Мудрец», или «Учёный».

## Биография

### Семья и образование
Родился 4 октября 1768 года в городе Попаян , в семье зажиточных креолов галисийского происхождения — Хосе де Кальдас-и-Гамбы и Висенты Тенорио-и-Арболеды. По материнской линии приходился двоюродным братом борцу за независимость — Камило де Торрес-Тенорио. Обучался в семинарии в Попаяне, где познакомился с ещё одним лидером движения за независимость — Франсиско Антонио Зея. В 1788 году, под давлением отца, переехал в Сантафе, ныне район Боготы, и поступил в Колледж Росарио, где изучал юриспруденцию. В 1793 году окончил колледж со степенью бакалавра. Во время обучения Кальдас больше интересовался математикой, астрономией и естественными науками, чем правоведением. Позднее в Сантафе сочетался браком с Марией Мануэлой Бараона и оставил потомство.

### Научная деятельность
Завершив образование, вернулся в Попаян и принял управление семейным делом и торговлей, в чём не смог преуспеть. Во время многочисленных поездок в Сантафе занимался научными наблюдениями и исследованиями, определением географических координат. Его особенно интересовало определение географических положения и высоты разных мест, поэтому он всегда пользовался барометром, термометром и компасом. Интерес Кальдаса к определению высоты и случайная поломка термометра привели к разработке им гипсометра — прибора, который определял высоту в зависимости от точки кипения воды. Исследования учёного и его записи того времени сохранились как в письмах, так и в записках, включая карту течения реки Прадо в департаменте Толима, заметки о лекарственных деревьях, описание каменных иероглифов в Аипе и статуй в Сан-Агустине, опыты по определению ядовитости насекомого и многое другое. Он отправил описание выравнивания растений, растущих вблизи линии равноденствия, другому учёному Хосе Селестино Мутису, после чего тот пригласил его на работу в Королевскую ботаническую экспедицию.
Во время поездки в Кито, Кальдас посетил Ибарру, где 31 декабря 1801 года встретился с Александром фон Гумбольдтом и Эме Бонпланом. Гумбольдт был весьма удивлён познаниями молодого коллеги из Попаяна. Кальдас передал учёным данные о высотах в регионе; обозначения классических пяти высотных уровней Анд — горячая земля, умеренная земля, холодная земля, мёрзлая земля и снежная земля, восходят к Кальдасу. Учёные стали друзьями. Вместе они исследовали окрестности Кито. Гумбольдт и Бонплан помогли молодому коллеге расширить познания в области ботаники. После этой встречи Кальдас полностью посвятил себя научной деятельности. Он совершил путешествие по территории Перу, Эквадора и Новой Гранады, во время которого исследовал местные флору, фауну, географию, занимался метеорологией и картографией. В 1805 году вернулся в Сантафе и поступил на работу в Королевскую ботаническую экспедицию, глава которой — Мутис, поручил ему руководить недавно построенной астрономической обсерваторией. В 1808 году он ждал назначения на пост директора Королевской ботанической экспедиции после смерти Мутиса, но последний завещал своё место племяннику, а Кальдас был утвержден директором астрономической обсерватории и ответственным за изучение флоры Боготы. Он также был принят на место преподавателя элементарной математики в Колледже Росарио. В 1808 году Кальдас основал издание «Эль-Семанарио», в котором начал публиковать свои исследования.

### Борьба за независимость
В 1809 году учёный сблизился с обществом сторонников независимости Новой Гранады, среди которых было много креолов, в том числе его двоюродный брат Камило Торрес Тенорио и Антонио Нариньо. Для тайных встреч Кальдас предоставил им один из залов обсерватории, однако его участие в самом движении в то время было минимальным, поскольку его больше интересовали научные исследования. В том же году он начал издавать «Научные записки», как продолжение предыдущего своего издания «Эль-Семанарио». Тем не менее, Кальдас стал одним из главных участников событий 20 июля 1810 года. Сторонники независимости разработали план по учреждению в Сантафе правительственного совета, который вошёл в историю под названием «Ваза Льоренте». Заговорщики воспользовались прибытием в город королевского эмиссара Антонио Вильявисенсьо и спровоцировали народное восстание с требованиями предоставить Сантафе самоуправление. Вице-королю Новой Гранады Антонио Хосе Амар-и-Борбону пришлось удовлетворить требования повстанцев. Дата учреждения самоуправления в городе является официальным Днём независимости Колумбии. После событий 20 июля Кальдасу и Хоакину Камачо предложили учредить газету недавно основанного правительственного совета под названием «Политический журнал Сантафе-де-Богота», первое издание которого вышло 27 августа 1810 года. В этом выпуске было опубликовано полное описание всех событий, связанных с учреждением самоуправления, а также опубликованы статьи о политической экономии и политических решениях правительственного совета. Вместе с этим, Кальдас продолжал издавать свои «Научные записки».
В сентябре 1811 года Антонио Нариньо был назначен президентом Свободного Государства Кундинамарка. Одним из первых его приказов на этом посту стал приказ о формировании Армейского инженерного корпуса. Кальдас в звании капитана был назначен главой этого корпуса. Ему поручили прокладку дорог и маршрутов. В составе республиканской армии под командованием генерала Антонио Барайи, корпус был послан президентом Нариньо против федералистов, собравшихся на Конгрессе Соединенных провинций в Тунхе. Во время похода генерал Барайя перешёл на сторону федералистов. Кальдас последовал его примеру и подписал акт, объявлявший Нариньо узурпатором и тираном. В мае 1812 года он участвовал в заседаниях Конгресса. Кальдас был назначен членом Военной комиссии Конгресса и получил звание подполковника. В этом звании 2 декабря 1812 года он сражался в битве при Вентакемаде, в которой армия федералистов одержала победу, а 9 января 1813 года  участвовал в битве при Сан-Викторино, закончившейся поражением для его армии.
После неудачно попытки поднять восстание, Кальдас, опасаясь репрессий, бежал в Попаян, но обнаружив, что там его уже ждали войска испанской короны под командованием Хуана Самано, отправился в бывшую провинцию Антьокия, которая после провозглашения независимости стала  Свободным Государством Антьокия. Во главе этого образования стоял назначенный диктатор Хуан дель Корраль, который поручил ему основать военное училище и назначил генеральным инженером в звании полковника. Как военный инженер Кальдас отвечал за возведение фортификационных зданий, пороховых и оружейных заводов, а также чеканку монет. В 1813—1814 годах он руководил укреплениями вдоль реки Каука и строительством местного оружейного и порохового завода. В 1814 году преподавал в Инженерной академии в Медельине. К концу 1814 года президент Нариньо был арестован испанской короной, а армия под командованием Симона Боливара включила Свободное Государство Кундинамарку в состав Соединенных провинций Новой Гранады. Ожидая нападения со стороны войск испанской короны под командованием Пабло Морильо, генерал-губернаторство Сантафе обратилось к Кальдасу с просьбой основать военное училище и поручило ему работы по созданию мостов, окопов и укреплений вокруг города; Кальдас занимался обустройством дорог в Киндио.

### Смерть и почитание
6 мая 1816 года войска испанской короны под командованием Пабло Морильо захватили Сантафе. Кальдас бежал из города. Он думал добраться до порта Буэнавентуры и отплыть за границу, однако победа испанской армии под командованием Хуана Самано на республиканцами в битве при Ла-Кучилья-де-Эль-Тамбо и захват Попаяна, заставили его скрываться на ферме Паисбамба в Сотаре. Здесь вскоре он был схвачен роялистами и передан испанской короне. Кальдаса отправили в Сантафе, где 29 октября 1816 года на площади Сан-Франциско, ныне это парк Сантадер, он был расстрелян по приказу Пабло Морильо. Когда Кальдаса привели на место казни, собравшиеся на площади люди просили помиловать учёного и сохранить ему жизнь, на что Пабло Морильо ответил: «Испания не нуждается в учёных», или «Испании не нужны мудрецы» (исп. España no necesita sabios). Перед смертью Кальдас написал на стене большую греческую букву θ, которая была истолкована современниками как восклицание: «О, долгий и тёмный уход!» (исп. ¡Oh larga y negra partida!). В античных Афинах эта буква служила аббревиатурой греческого слова «смерть» (греч. θάνατος). 
Останки Кальдаса захоронили у дверей в церкви францисканцев в баррио Веракрус, где их обнаружили в 1904 году. После обращения депутата палаты представителей Гильермо Валенсии в Колумбийскую академию истории прах Кальдаса в феврале 1905 года перенесли Попаян и положили в церкви Святого Иосифа. Затем их перенесли в Попаянский собор, и уже оттуда в местный пантеон. В 1985 году в Боготе в доме, в котором он жил с супругой, открыли Дом-музей Франсиско Хосе де Кальдаса. Его имя носит второй по значимости государственный университет в столице Колумбии. Кальдаса называют «отцом колумбийской инженерии».